# 尼泊尔蝇子草
尼泊尔蝇子草（学名：Silene nepalensis）为石竹科蝇子草属的植物。分布于尼泊尔、巴基斯坦、锡金、不丹以及中国大陆的西藏、青海、四川、云南等地，生长于海拔2,700米至5,100米的地区，常生于山坡草地，目前尚未由人工引种栽培。
其种加词“nepalensis”意为“尼泊尔的”。

## 异名
- Melandrium multicaule (Wall. ex Royle) Rohrb.
- Melandrium xainzaense L. H. Zhou
- Silene nepalensis Majumdar var. kialensis (F. N. Williams) C. L. Tang
- Silene xainzaense L. H. Zhou